# Фогельсон, Соломон Борисович
Соломо́н Бори́сович Фогельсо́н (12 августа 1910[…], Витебск — 20 февраля 1994, Санкт-Петербург) — советский поэт-песенник, режиссёр, актёр.
Автор слов многих советских песен:
- К фильмам «Небесный тихоход» (на музыку Соловьёва-Седого) и «Человек-амфибия» (на музыку Андрея Петрова).
- На морскую и военную тематику («Североморский вальс», «Матросские ночи» и «Разговорчивый минёр»)

## Биография
Родился в 1910 году в Витебске. В 1928 году окончил школу в Петрозаводске, работал секретарём, помощником кондитера, помощником киномеханика, разъездным корреспондентом газеты «Красная Карелия», руководителем живой газеты в Кеми, руководителем карельского областного ТРАМа. В 1933—1935 годах учился на режиссёрском отделении техникума сценических искусств в Ленинграде.
В 1935—1946 годах служил на Балтике, в Театре Краснознаменного Балтийского Флота режиссёром, заведующим литературной частью и актёром. Участник обороны острова Эзель.
Сотрудничал с композиторами Александром Броневицким, Яковом Дубравиным, Людмилой Лядовой, Георгием Носовым, Андреем Петровым, Давидом Прицкером, Василием Соловьёвым-Седым и Владимиром Сорокиным.
Умер в Санкт-Петербурге в 1994 году. Похоронен на кладбище в Комарово.

## Награды
- орден Отечественной войны II степени (1985)
- орден Трудового Красного Знамени
- орден Красной Звезды (25.11.1944; был представлен к ордену Отечественной войны II степени)
- две медали «За боевые заслуги» (20.11.1942; 10.11.1945)

## Список произведений
- Ах, как мне жаль тебя (муз. Д. Ашкенази) — исполняет Анна Герман
- Белокрылые чайки (муз. Д. Прицкер)
- Бреду тропинкою лесною (муз. Н. Леви)
- В Ленинграде (муз. Н. Г. Минх)
- В Летнем саду (муз. В. Шеповалов)
- Воскресная прогулка (муз. А. Броневицкий)
- Всё для нас (муз. М. Феркельмана)
- Встреча (муз. Д. Прицкер)
- Джеймс Кеннеди (муз. Н. Г. Минх)
- За рулём (муз. И. Лебедовская)
- Заздравная (муз. В. П. Соловьёв-Седой)
- Запушил кусты метелицей (муз. В. Лавриненко[5])
- Засверкали в море зори (муз. Г. Носов)
- Здравствуй (муз. А. Петров)
- Зимняя песенка (муз. Г. Портнов)
- Золотые огоньки (муз. В. П. Соловьёв-Седой)
- Красавица и капитан (муз. Д. Прицкер)
- Ленинградская весенняя (муз. В. П. Соловьёв-Седой)
- Ленинградский вальс (муз. М. Феркельман)
- Марш молодых рыбаков (муз. В. П. Соловьёв-Седой)
- Матросские ночи (муз. В. П. Соловьёв-Седой)
- Матросский вальс (муз. В. Сорокин)
- Мне казалось (муз. А. Броневицкий)
- Морской пилот (муз. Р. Хейф)
- Моряк на коне (муз. А. Соколов)
- Моя родная сторона (муз. В. П. Соловьёв-Седой)
- На лодочке (муз. М. Кузнец)
- Нева (муз. В. П. Соловьёв-Седой)
- Невские моржи (муз. А. Броневицкий)
- Ночи белые стоят над Ленинградом (муз. В. П. Соловьёв-Седой)
- Песенка о морском дьяволе из кинофильма «Человек — амфибия» (муз. А. Петров)
- Песня — это главное, друзья! (муз. Я. Дубравин)
- Песня Кати (из кинофильма «Доброе утро», муз. В. П. Соловьёв-Седой)
- Песня колхозной невесты (муз. В. П. Соловьёв-Седой)
- Песня лётчиков (муз. А. Броневицкий)
- Плохо варит котелок (муз. Н. Г. Минх)
- Подвески королевы (оперетта, муз. В. П. Соловьёв-Седой)
- Пой с друзьями (муз. Д. Прицкер)
- Пора в путь-дорогу (муз. В. П. Соловьёв-Седой)
- Приглашение в Сухуми (муз. Г. Портнов)
- Разговор (муз. В. П. Соловьёв-Седой)
- Раз! Два! (муз. В. П. Соловьёв-Седой)
- Разговорчивый минёр (муз. В. П. Соловьёв-Седой, А. Фатьянов)
- С добрым утром (муз. В. П. Соловьёв-Седой)
- Североморский вальс (муз. В. П. Соловьёв-Седой)
- Седые капитаны (муз. А. Броневицкий)
- Служили три пилота (муз. В. П. Соловьёв-Седой)
- Студенческая попутная (муз. В. П. Соловьёв-Седой)
- Суровый боцман (муз. Д. Прицкер)
- Счастливая песенка (муз. Д. Прицкер)
- Там, где дорога будет (муз. А. Петров)
- Туристы (муз. А. Броневицкий)
- Шофёрская песня (муз. В. П. Соловьёв-Седой)